# Etzerstetten
Etzerstetten ist eine Ortschaft und eine Katastralgemeinde der Gemeinde Wolfpassing im Bezirk Scheibbs in Niederösterreich.

## Geografie
Das Dorf westlich von Marbach an der Kleinen Erlauf liegt nördlich der Kleinen Erlauf in einer Einbuchtung des Waldgebietes Weidholz und ist über die Landesstraße L6151 erreichbar. Zur Ortschaft zählen auch die Lagen Holzbauer und Uhenhof. Unmittelbar im Osten befindet sich die Rotte Unteretzerstetten in der Gemeinde Wieselburg-Land.

## Siedlungsentwicklung
Zum Jahreswechsel 1979/1980 befanden sich in der Katastralgemeinde Etzerstetten insgesamt 134 Bauflächen mit 43.730 m² und 150 Gärten auf 291.377 m², 1989/1990 gab es 132 Bauflächen. 1999/2000 war die Zahl der Bauflächen auf 169 angewachsen und 2009/2010 bestanden 188 Gebäude auf 356 Bauflächen.

## Geschichte
Laut Adressbuch von Österreich waren im Jahr 1938 in der Ortsgemeinde Etzerstetten ein Binder, ein Gastwirt, zwei Gemischtwarenhändler und zahlreiche Landwirte ansässig. Bis zur Eingemeindung nach Wolfpassing war der Ort eine selbständige Gemeinde, der auch Figelsberg, Loising, Stetten, Thorwarting und Thurhofglasen angehörten.

## Bodennutzung
Die Katastralgemeinde ist landwirtschaftlich geprägt. 581 Hektar wurden zum Jahreswechsel 1979/1980 landwirtschaftlich genutzt und 139 Hektar waren forstwirtschaftlich geführte Waldflächen. 1999/2000 wurde auf 598 Hektar Landwirtschaft betrieben und 139 Hektar waren als forstwirtschaftlich genutzte Flächen ausgewiesen. Ende 2018 waren 570 Hektar als landwirtschaftliche Flächen genutzt und Forstwirtschaft wurde auf 143 Hektar betrieben. Die durchschnittliche Bodenklimazahl von Etzerstetten beträgt 53,1 (Stand 2010).